# Jonas Alströmer
Jonas Alströmer (* 7. Januar 1685 in Alingsås; † 2. Juni 1761) war ein schwedischer Landwirtschafts- und Industriepionier sowie Mitbegründer der Königlich Schwedischen Akademie der Wissenschaften.

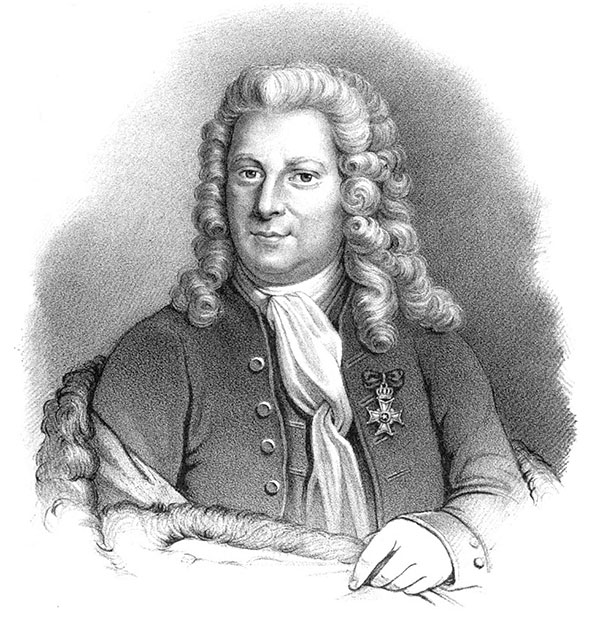
Jonas Alströmer

## Leben

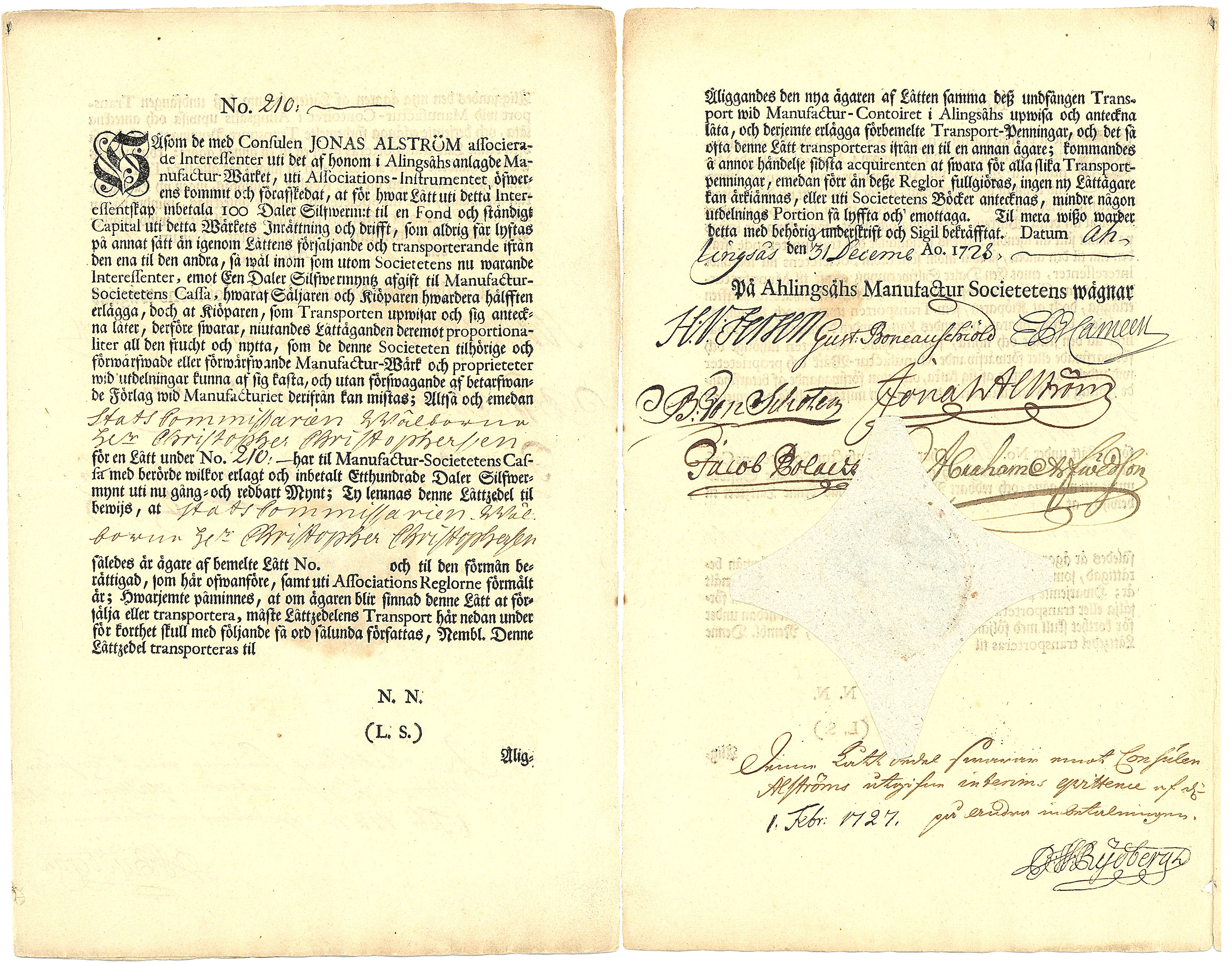
Aktie der Ahlingsåhs Manufactur-Societet vom 31. Dezember 1728, ausgestellt auf den Gründer Jonas Alström (1751 unter dem Namen Alströmer in den Adelstand erhoben). Das Zertifikat ist die älteste bekannte schwedische Aktie. (Ansicht: Erste und zweite Seite des Doppelblattes)

Alströmer begann seine Karriere als Angestellter einer Schifffahrtsgesellschaft in London. Zurück in Schweden eröffnete er 1724 in seinem Geburtsort eine Wollfabrik. Später gründete er in Göteborg eine Zuckerraffinerie und führte die Schwedische Ostindien-Kompanie als einer der ersten Direktoren. Vermögend und wohlhabend unterstützte er andere Jungunternehmer finanziell und mit seinem Know-how. Daneben förderte er Landwirtschaftsbetriebe und überzeugte sie, Kartoffeln anzupflanzen. Seine größten Erfolge erzielte er mit der Förderung der Schafzucht in Schweden.
Jonas Alströmer war zweimal verheiratet und hatte drei Söhne, unter denen Claes Alströmer ein bedeutender Naturforscher wurde.
Für seine Verdienste wurde Alströmer bereits zu Lebzeiten geehrt. So adelte ihn der schwedische Königshof und verlieh ihm 1748 den Nordstern-Orden. Die Schwedische Post hat ihm zu Ehren eine Briefmarke gestaltet und sein Abbild findet sich auf den Original Lant Chips von IKEA.